# Robert Aytoun
Robert Aytoun (eller Ayton), född 1570, död 1638, var en skotsk diktare.
Vid Jakob I:s tronbestigning i England riktade Aytoun en hyllningsdikt till kungen, vilket skaffade honom anställning vid hovet. 
Hans dikter är inte många och föga betydande. Av hans latinska poesier är några upptagna i samlingen Deliciae Poetarum Scotorum.